# Коллинз, Генри
Ге́нри Ко́ллинз (англ. Henry Collins; род. 1 сентября 1977, Гейнда) — австралийский боксёр, представитель первой полусредней весовой категории. Выступал за сборную Австралии по боксу в конце 1990-х — начале 2000-х годов, чемпион Океании, чемпион австралийского национального первенства, победитель и призёр турниров международного значения, участник летних Олимпийских игр в Сиднее.

## Биография
Генри Коллинз родился 1 сентября 1977 года в городе Гейнда штата Квинсленд, Австралия. Представитель австралийских аборигенов.
Проходил подготовку в клубе Eidsvold Boxing, учился в Австралийском институте спорта.
Впервые заявил о себе в боксе в сезоне 1997 года, когда вошёл в основной состав австралийской национальной сборной и побывал на чемпионате Океании в Папуа — Новой Гвинее, откуда привёз награду серебряного достоинства, выигранную в лёгком весе.
В 1998 году одержал победу на чемпионате Австралии в Перте в зачёте первой полусредней весовой категории.
На австралийском национальном первенстве 1999 года в Дарвине вновь был лучшим в первом полусреднем весе. Добавил в послужной список золото, полученное на чемпионате Океании.
В 2000 году в третий раз подряд победил на чемпионате Австралии, отметился победой на чемпионате Океании в Канберре. Благодаря череде удачных выступлений удостоился права защищать честь страны на домашних летних Олимпийских играх в Сиднее, однако уже в стартовом поединке категории до 63,5 кг досрочно потерпел поражение от американца Рикардо Уильямса и сразу же выбыл из борьбы за медали.
После сиднейской Олимпиады Коллинз ещё в течение некоторого времени оставался действующим боксёром и продолжал принимать участие в различных турнирах. Так, на чемпионате Австралии 2001 года он снова победил всех соперников в первом полусреднем весе, тогда как в 2002 году стал серебряным призёром, уступив в решающем финальном бою Джарроду Флетчеру.